# Liste der Bauwerke von Paul Geppert dem Älteren
Die Liste der Bauwerke von Paul Geppert dem Älteren enthält einige Ausführungen zur künstlerischen Ausrichtung des Salzburger Architekten Paul Geppert des Älteren (1875–1965) sowie eine Auflistung aller Gebäude, die nach seinen Plänen errichtet wurden. Ergänzend findet sich eine Liste nicht realisierter Projekte.

## Die Architektur des Paul Geppert des Älteren

### Einflüsse und prägende Stilrichtung
Der aus Tirol stammende Architekt, Sohn eines Innsbrucker Baumeisters, kam nach einer Ausbildung an der Technischen Universität Wien 1898 nach Salzburg und absolvierte ein Praktikum bei Jakob Ceconi (1857–1922), einem der führenden Architekten des Landes und Betreiber des damals größten Bauunternehmens im gesamten Alpenraum. Ceconi und dessen Vater Valentin hatten bis dahin große Verdienste erlangt für die gründerzeitliche Bebauung in den heutigen Stadtteilen Neustadt und Elisabeth-Vorstadt. In den zehn Jahren vor Gepperts Praktikum in dem Unternehmen waren nahezu zweihundert Gebäude – neben einigen Monumentalbauten hauptsächlich Villen, Einfamilienhäuser sowie größere Wohn- und Zinshäuser – im Stil des ausgehenden Historismus unter Ceconis Plänen und seiner eigenen Ausführung entstanden. Ceconi war Schüler des Heinrich von Ferstel in Wien gewesen und hatte ein Studienjahr in Rom verbracht. „Charakteristisch für die Ceconi-Bauten ist eine sich nicht wesentlich wandelnde architektonsiche Grundstruktur, verbunden mit einer Stilvielfalt in der Ornamentik. Eine Abfolge von Neostilen, bei der Neubarock und Neorenaissance vorherrschen und auch Anklänge an den Secessionsstil zu bemerken sind, ist das Ergebnis ihrer künstlerischen Tätigkeit.“
Nach den ersten praktischen Erfahrungen in diesem künstlerischen Umfeld inskribierte Geppert an der Akademie der bildenden Künste Wien und wurde Schüler von Victor Luntz (1840–1903). Luntz, in der Tradition von August Sicard von Sicardsburg und Eduard van der Nüll stehend sowie Nachfolger von Friedrich Schmidt an der Akademie, widmete sich besonders dem Sakralbau. Bei ihm absolvierte Geppert mit einem Kirchenbau-Projekt, für das er einen Schulpreis erhielt. Danach trat Geppert in den Dienst des fürstlich liechtensteinischen Hofarchitekten Gustav Ritter von Neumann (1856–1928), der unter anderem späthistoristische Kirchen und Kapellen schuf. Als sein Hauptwerk gilt die Wiener Canisiuskirche in einer Stilmischung aus Neuromanik und Neugotik. Als das vermutlich früheste Werk Gepperts gilt ein Reliquiar dieser Kirche. Das vermutlich einzige weitere Kleinkunstwerk aus Gepperts Plänen sind Grabmäler, die 1908 für die Kaiserjubiläums-Landesgewerbe-Ausstellung in Salzburg (einer Veranstaltung im Rahmen der monarchieweiten Feierlichkeiten zum 50-jährigen Thronjubiläum Kaiser Franz Josephs) angefertigt wurden.
Bereits bei seinem ersten Bauauftrag 1903, dem Umbau eines Wohnhauses, wurde ersichtlich, dass Geppert mit dem Historismus seiner Lehrmeister brach. Er war zur Einsicht gelangt, dass die alten Stilformen für die aktuellen baulichen Ansprüche (Wohn- und Siedlungsbau, Geschäftshäuser, Schulen etc.) nicht mehr tauglich waren. Er wandte sich der Heimatbewegung zu und wurde vehementer Vertreter des Heimatschutzgedankens und ein prominenter Vertreter der Heimatschutzarchitektur, die sich als Gegenbewegung zur Moderne verstand. Geppert forderte: „keine Nachahmung der aus früherer Zeit übernommenen Konstruktionen und Schmuckformen, sondern neue Erfindung nach dem Vorbild der Alten in Bezug auf Konstruktion und Formgebung, Zweckmäßigkeit, Materialechtheit, harmonische Gliederung.“

### Eigenes Schaffen
Paul Geppert ließ sich 1904 in Salzburg als freischaffender Architekt nieder. Sein baukünstlerisches Wirken – neben seiner Arbeit als Architekt übte er auch etliche andere Funktionen aus – erstreckt sich über etwa drei Jahrzehnte. Sein Werk umfasst in erster Linie Wohnbauten unterschiedlicher Art, Geschäfts- und Wohnhäuser und verschiedene Betriebsobjekte sowie unter den öffentlichen Gebäuden vorrangig Schulen. Die Bauwerke befinden sich ausschließlich im Land Salzburg sowie einige aus dem Frühwerk in Tirol.
In seinen ersten Villenbauten bis 1910 verbindet Geppert in harmonischer Weise den Heimatschutzstil – möglicherweise als Kompromiss mit den Wünschen der Auftraggeber – noch mit Elementen des Historismus und des Jugendstils. Kennzeichnend für Gepperts Villen sind eine starke Gliederung des Baukörpers, die harmonische Verteilung von Fenster- und Wandflächen, glatte Fassaden mit wenigen Ornamenten, kleinflächige Sprossenteilung der Fenster, eingebaute Loggien und Veranden, mit Holz verkleidete Giebelfenster sowie steile, oft ineinander geschobene unterschiedlich hohe Walm- oder Satteldächer. Die innere Raumaufteilung ist klar und übersichtlich, die Raumgröße gut proportioniert. Küche und Nebenräume sind möglichst nordseitig gerichtet, Wohn- und Speisezimmer nach Süden. „Gepperts Planung ist darauf ausgerichtet, den Bewohnern seiner Häuser ein gut bürgerliches Wohnen zu ermöglichen.“ Auch bei den größeren und späteren Arbeiter- und Mietwohnhäusern ist Geppert stets bestrebt, für gute Durchlüftung und ausreichende Helligkeit im Inneren zu sorgen.
Später errichtete Wohnhäuser ab der Zeit nach dem Ersten Weltkrieg (Geppert kam in russische Kriegsgefangenschaft und kehrte erst Jahre später zurück) sind schlichter, in der Außengestaltung nüchterner, was sich auch bei anderen Bauten Gepperts zeigt. Zum einen war dies der wirtschaftlichen Notlage der Zeit geschuldet, wodurch den Bauherren weniger Mittel zur Verfügung standen. Zum anderen wird in den Bauwerken Gepperts aber auch der Einfluss der Neuen Sachlichkeit sichtbar. Geppert „fand in den zwanziger Jahren zu einem vereinfachten, aber kraftvollen ‚Nutzstil‘ mit einem ausgeprägten Sinn für typologische und physiognomische Elemente der Architektur.“
So sehr Geppert anfänglich der Heimatschutzarchitektur, die sich als Gegenbewegung zur Moderne verstand, zugeneigt war, so wenig hat er sich letztlich dieser anderen Richtung verschlossen. Zahlreiche Bauwerke zeigen Einflüsse davon. Sein letztes Werk, ein Wohn- und Geschäftshaus für die Wiener Städtische Versicherung von 1933, ist geprägt von der Moderne und gilt als ein Paradebeispiel dieser Stilrichtung in der Stadt Salzburg.

## Liste der Bauwerke

### Realisierte Objekte
Konkret wurden folgende 70 Bauobjekte fertiggestellt:
- 20 Villen, Einfamilienhäuser u. dgl.
- 13 Mietwohnhäuser, Arbeiterwohnhäuser u. dgl.
- 14 Wohn- und Geschäftshäuser und verschiedene Betriebsobjekte
- 13 Schulgebäude
- 4 Feuerwehrzeugstätten
- 2 kleine Kirchen und 1 Kapelle
- 4 Objekte im Kur- und Gastbetrieb

Legende

Die tabellarische Aufstellung ist standardmäßig aufsteigend nach dem Jahr der Fertigstellung geordnet; sie kann nach anderen Spalten sortiert werden.
- Jahr benennt das Baujahr bzw. das Jahr der Fertigstellung
- Objekt enthält die Adresse des Gebäudes oder den Hausnamen oder eine andere Bezeichnung
- Standort enthält den Namen der (heutigen) politischen Gemeinde und den Orts- oder Stadtteil, in der bzw. dem das Gebäude steht
- Typ bezeichnet den Funktionstyp des Bauwerks; unter „Werkswohnungen“ werden den Angehörigen verschiedener Betriebe und Einrichtungen zur Verfügung gestellte Wohnbauten zusammengefasst
- Bauherr nennt den Bauherrn (Auftraggeber)
- Anmerkung enthält allfällige Notizen zum Bauobjekt
- Bild enthält eine Abbildung des Bauobjekts im aktuellen Zustand; existieren mehrere Abbildungen zu einem Objekt, gibt es zusätzlich einem Link zur Bildersammlung

(Alle Angaben, soweit verfügbar.)
| Jahr      | Objekt                                                                                               | Standort                                      | Typ                                | Bauherr                                                              | Anmerkung | Bild                                   |  |
| --------- | --- | --------------------------------------------- | ---------------------------------- | -------------------------------------------------------------------- | --- | -------------------------------------- |  |
| 1903      | „Polierhaus“                                                                                         | Jenbach                                       | Wohnhaus                           | Hans Neuner Gemeindearzt, Jenbach                                    | - Umbau |                                        |  |
| 1905      | Stauffenstraße 8a „Villa Geppert“                                                                    | Salzburg Elisabeth-Vorstadt                   | Wohnhaus (Villa)                   | Paul Geppert                                                         | - Ausführung: Valentin Ceconi & Sohn - Wohnhaus der Familie Geppert, nur bis ca. 1909 von ihr bewohnt - unter Denkmalschutz                                                                                               | Villa Geppert                          |  |
| 1905      | Jahnstraße 8 / Haunspergstraße 35                                                                    | Salzburg Elisabeth-Vorstadt                   | Wohnhaus (Villa)                   | Sylvester Oberberger Grundstücksmakler                               | |                                        |  |
| 1906      | Saint-Julien-Straße 15 / Plainstraße 21                                                              | Salzburg Elisabeth-Vorstadt                   | Wohnhaus (Wohn- und Geschäftshaus) | Hans Fink Kantineur, Salzburg                                        | - Fassadengestaltung - restl. Bauplanung und Ausführung: Baumeister J. Messerklinger, Oberndorf |                                        |  |
| 1906      | „Villa Swarovski“                                                                                    | Wattens                                       | Wohnhaus (Villa)                   | Daniel Swarovski und Familie Unternehmer, Wattens                    | |                                        |  |
| 1906      | Rainerstraße 12                                                                                      | Salzburg Neustadt                             | Wohnhaus (Wohn- und Geschäftshaus) | Fritz Niedermayer                                                    | |                                        |  |
| 1906      | Volksschule Puch                                                                                     | Puch bei Hallein                              | öffentl. Gebäude (Schulhaus)       | Gemeinde Puch                                                        | |                                        |  |
| 1907      | Mertensstraße 9                                                                                      | Salzburg Elisabeth-Vorstadt                   | Wohnhaus (Villa)                   | Willibald Heinisch Handelsschulprofessor                             | |                                        |  |
| 1907      | Rainerstraße 14                                                                                      | Salzburg Neustadt                             | Wohnhaus (Wohn- und Geschäftshaus) | Katholischer Universitätsverein                                      | |                                        |  |
| 1907      | Glasschleiferei Swarovski                                                                            | Wattens                                       | Betriebsobjekt                     | D. Swarovski & Comp.                                                 | |                                        |  |
| 1908      | Mirabellplatz 7 und 8 Gasthaus „Roter Krebs“                                                         | Salzburg Neustadt                             | Wohnhaus (Wohn- und Geschäftshaus) | Carl Melms                                                           | - Umbau des ehemaligen Paris-Lodronschen Sekundogeniturpalasts am Mirabellplatz - unter Denkmalschutz | Paris-Lodronscher Sekundogeniturpalast |  |
| 1908      | Volksschule Golling                                                                                  | Golling an der Salzach                        | öffentl. Gebäude (Schulhaus)       | Gemeinde Golling                                                     | |                                        |  |
| 1908      | Landwirtschaftsschule Winklhof                                                                       | Oberalm                                       | öffentl. Gebäude (Schulhaus)       | Land Salzburg                                                        | |                                        |  |
| 1908      | Gemeindehaus Adnet                                                                                   | Adnet                                         | öffentl. Gebäude (Gemeindehaus)    | Gemeinde Adnet                                                       | |                                        |  |
| 1909      | Purtschellergasse 13                                                                                 | Salzburg Neustadt                             | Wohnhaus (Villa)                   | Max Oberberger                                                       | |                                        |  |
| 1909      | Swarovskistraße 4–18                                                                                 | Wattens                                       | Wohnhaus (Werkswohnungen)          | Glasschleiferei Wattens A. Kosmann, D. Swarovski & Comp.             | |                                        |  |
| 1909      | Direktionsgebäude Swarovski                                                                          | Wattens                                       | Betriebsobjekt                     | Glasschleiferei Wattens A. Kosmann, D. Swarovski & Comp.             | |                                        |  |
| 1910      | Plainstraße 29 „Mortensen-Villa“                                                                     | Salzburg Elisabeth-Vorstadt                   | Wohnhaus (Villa)                   | Adolf Mortensen Privatier                                            | - Ausführung: Valentin Ceconi & Sohn |                                        |  |
| 1910      | Hofhaymer-Allee 36                                                                                   | Salzburg Nonntal                              | Wohnhaus                           | Johann Zinnreich k. k. Postoffizial                                  | - nicht mehr existent (1922 durch einen Neubau ersetzt) | –                                      |  |
| 1911      | Innsbrucker Bundesstraße 44                                                                          | Salzburg Maxglan                              | Wohnhaus                           | Josef Jung Schneidermeister, Maxglan                                 | | Innsbrucker Bundesstraße 44            |  |
| 1911      | Volksschule Bad Gastein                                                                              | Bad Gastein                                   | öffentl. Gebäude (Schulhaus)       | Gemeinde Bad Gastein                                                 | - Anbau |                                        |  |
| 1911–1929 | Bergstraße 12 Druckereigebäude                                                                       | Salzburg Rechte Altstadt                      | Betriebsobjekt                     | Salzburger Pressverein                                               | - verschiedene Um- und Neubauten - Gebäude später unter der Bezeichnung „Salzburger Druckerei“ weiter verändert |                                        |  |
| 1912      | Strubergasse 5                                                                                       | Salzburg Lehen                                | Wohnhaus (Villa)                   | Josef Villgratner k. k. Gymnasialprofessor                           | - im Zweiten Weltkrieg zerstört, danach verändert aufgebaut - heute Strubergasse 9, türkisches Generalkonsulat |                                        |  |
| 1912      | Mertensstraße 10–16 Wohnanlage „Sunhof“                                                              | Salzburg Elisabeth-Vorstadt                   | Wohnhaus (Mietshäuser)             | Pensionsanstalt für Angestellte, Salzburg                            | - Ausführung: P. & A. Crozzoli und Valentin Ceconi & Sohn - gilt als Vorläufer des sozialen Wohnbaus in Salzburg |                                        |  |
| 1912      | Elisabethstraße 1 „Elisabeth-Apotheke“                                                               | Salzburg Elisabeth-Vorstadt                   | Wohnhaus (Wohn- und Geschäftshaus) | Emil Schweinbach Apotheker, Salzburg                                 | - erster Bildstock der Geheimnissäulen auf dem Weg nach Maria Plain, eines Rosenkranzwegs aus der Barockzeit, in Fassade integriert                                                                                       |                                        |  |
| 1912/1913 | Volksschule Ramingstein                                                                              | Ramingstein                                   | öffentl. Gebäude (Schulhaus)       | Gemeinde Ramingstein                                                 | - unter Denkmalschutz |                                        |  |
| 1912/1913 | Filialkirche Oberweißburg                                                                            | Sankt Michael im Lungau Ortsteil Oberweißburg | Sakralbau (Kirche)                 | unbekannt                                                            | - unter Denkmalschutz |                                        |  |
| 1913      | Unken 8 Schloss Oberrain                                                                             | Unken                                         | Wohnhaus                           | Hermann Schmidtmann Unternehmer, Schmalkalden (D)                    | - Umbau, vormaliger Gasthof - später mehrmals verändert - heute Wohnheim | Schloss Oberrain                       |  |
| 1913      | Pavillon Sonnblickstraße                                                                             | Bad Gastein Ortsteil Böckstein                | Gartenhaus                         | H. Stöckl vermutl. Gastwirt, Böckstein                               | - hölzerner Ständerbau mit verglasten Wandflächen und markanter Dachlandschaft - für ein Café-Restaurant - Bauwerk nicht mehr existent                                                                                    | –                                      |  |
| 1913/1914 | Bismarckstraße 22 Naturdunstbad                                                                      | Bad Gastein                                   | Kur- und Badehaus                  | Gemeinde Bad Gastein                                                 | - Neubau für ein bestehendes Gebäude - Ausführung: Comini & Co, Bad Gastein - 1992–1994 generalsaniert - unter Denkmalschutz                                                                                              |                                        |  |
| 1914      | Reichenhallerstraße 7 und 7a Villa Hayder-Irresberger                                                | Salzburg Riedenburg                           | Wohnhaus (Villa)                   |                                                                      | - nicht mehr existent (später durch einen Neubau ersetzt) | –                                      |  |
| 1914      | Franz-Josef-Kai 35                                                                                   | Salzburg Lehen                                | Wohnhaus                           | „Kleinwohnhaus“ Gemeinn. Bau- und Wohnungs-Genossenschaft            | * für Otto Lautil | Franz-Josef-Kai 35 (Salzburg)          |  |
| 1914      | Gaswerkgasse 22                                                                                      | Salzburg Lehen                                | Wohnhaus (Mietshaus)               | „Gartenstadt“ Gemeinn. Bau- und Wohnungs-Genossenschaft              | |                                        |  |
| 1921      | Haunspergstraße 17 Landesbeamten-Wohnhaus                                                            | Salzburg Elisabeth-Vorstadt                   | Wohnhaus (Werkswohnungen)          | Land Salzburg                                                        | |                                        |  |
| 1922      | Adolf-Bekk-Straße 6 und 8                                                                            | Salzburg Mülln                                | Wohnhaus                           | Gemeinn. Baugenossenschaft „Wohnung“                                 | |                                        |  |
| 1923      | Zillnerstraße 12                                                                                     | Salzburg Mülln                                | Wohnhaus                           | Heinrich Seibert Fürsorge- und Gemeinderat, Salzburg                 | |                                        |  |
| 1924      | Bismarckstraße 12 Kurhaus St. Rupert ehem. Priestererholungsheim                                     | Bad Gastein                                   | Kur- und Badehaus                  | kathol. Pfarramt Bad Gastein                                         | - Umbau - heute Wohnhaus und Pfarrhaus - unter Denkmalschutz |                                        |  |
| 1924      | Karl-Heinrich-Waggerl-Straße 15 „Villa Erna“                                                         | Bad Gastein                                   | Wohnhaus (Villa)                   | Wilhelm Schlosser Bad Gastein                                        | |                                        |  |
| 1924      | Gasteiner Bundesstraße 7 „Villa Edith“ vorm. Villa Hiss                                              | Bad Gastein                                   | Wohnhaus (Villa)                   | unbekannt                                                            | |                                        |  |
| 1924      | Volksschule Bad Hofgastein                                                                           | Bad Hofgastein                                | öffentl. Gebäude (Schulhaus)       | Schulgemeinden Markt und Land Hofgastein                             | |                                        |  |
| 1925      | Nikolaus-Lenau-Straße 1, 3 und 5                                                                     | Salzburg Lehen                                | Wohnhaus (Mietshäuser)             | Stadt Salzburg                                                       | - gemeindeeigene Kleinwohnhäuser - unter Denkmalschutz | Nikolaus-Lenau-Straße 1–5              |  |
| 1925      | Alte Bundesstraße 25–39                                                                              | Bischofshofen                                 | Wohnhaus (Mietshäuser)             | Marktgemeinde Bischofshofen                                          | - gemeindeeigene Kleinwohnhäuser |                                        |  |
| 1925      | Saint-Julien-Straße 8                                                                                | Salzburg Elisabeth-Vorstadt                   | Wohnhaus (Wohn- und Geschäftshaus) | Heinrich Wiedemann Glasermeister                                     | |                                        |  |
| 1925      | Mertensstraße 20                                                                                     | Salzburg Elisabeth-Vorstadt                   | Wohnhaus (Wohn- und Geschäftshaus) | Karl Bernatzky                                                       | |                                        |  |
| 1925      | Friedhofskapelle                                                                                     | Bad Gastein                                   | Sakralbau (Kapelle)                | Familie Straubinger Hoteliers, Bad Gastein                           | |                                        |  |
| 1925      | Volksschule Mattsee                                                                                  | Mattsee                                       | öffentl. Gebäude (Schulhaus)       | Gemeinde Mattsee                                                     | |                                        |  |
| 1926      | Kreuzstraße 13 und 15                                                                                | Salzburg Itzling (damals Gemeinde Gnigl)      | Wohnhaus (Mietshäuser)             | Gemeinde Gnigl                                                       | - gemeindeeigene Kleinwohnhäuser |                                        |  |
| 1926      | Kapellenweg 23–29                                                                                    | Salzburg Liefering                            | Wohnhaus (Werkswohnungen)          | Land Salzburg                                                        | - Wohnheime für Krankenpfleger |                                        |  |
| 1926      | Saint-Julien-Straße 10                                                                               | Salzburg Elisabeth-Vorstadt                   | Wohnhaus (Wohn- und Geschäftshaus) | Stefan Bacher Bäckermeister, Salzburg                                | |                                        |  |
| 1926      | Eberhard-Fugger-Straße 4 Orgelbauanstalt „Cäcilia“                                                   | Salzburg Parsch                               | Betriebsobjekt                     | „Cäcilia“ Orgelbau AG                                                | - nicht mehr existent | –                                      |  |
| 1926      | Ländliche Hauswirtschaftsschule Winklhof                                                             | Oberalm                                       | öffentl. Gebäude (Schulhaus)       | Land Salzburg                                                        | |                                        |  |
| 1927      | Moosbauernstraße 2–20                                                                                | Salzburg Gnigl                                | Wohnhaus (Mietshäuser)             | Gemeinde Gnigl                                                       | - nicht mehr existent | –                                      |  |
| 1927      | Schulstraße 3, 5, 9 und 11                                                                           | Salzburg Gnigl                                | Wohnhaus (Werkswohnungen)          | Gemeinde Gnigl                                                       | - Lehrerwohnhäuser |                                        |  |
| 1927      | Volksschule Gnigl (Schulstraße 7/Minnesheimstraße 22)                                                | Salzburg Gnigl                                | öffentl. Gebäude (Schulhaus)       | Gemeinde Gnigl                                                       | |                                        |  |
| 1927      | Feuerwehrzeugstätte Saalfelden (Leogangerstraße 1)                                                   | Saalfelden                                    | öffentl. Gebäude (Feuerwehrhaus)   | Marktgemeinde Saalfelden                                             | |                                        |  |
| 1928      | Gemeindehäuser                                                                                       | Saalfelden                                    | öffentl. Gebäude (Gemeindehaus)    | Marktgemeinde Saalfelden                                             | |                                        |  |
| 1928      | Mertensstraße 22                                                                                     | Salzburg Elisabeth-Vorstadt                   | Wohnhaus (Wohn- und Geschäftshaus) | Wolfgang Andexer Baumeister, St. Johann im Pongau                    | |                                        |  |
| 1928      | Feuerwehrzeugstätte Schwarzach (Sparkassenplatz 1)                                                   | Schwarzach im Pongau                          | öffentl. Gebäude (Feuerwehrhaus)   | Gemeinde Schwarzach                                                  | |                                        |  |
| 1928/1929 | Badehospiz (Badbergstraße)                                                                           | Bad Gastein                                   | Kur- und Badehaus                  | Land Salzburg                                                        | - Umbau und Erweiterung der bestehenden Kur- und Krankenanstalt - Planung unter Mitarbeit von Josef Holzinger und Franz Motzko - Ausführung: Baumeister Franz Franzmair, Bad Gastein                                      |                                        |  |
| 1928/1929 | Hauptschule Bischofshofen Schulstraße 18                                                             | Bischofshofen                                 | öffentl. Gebäude (Schulhaus)       | Marktgemeinde Bischofshofen                                          | - Planung unter Mitarbeit von Josef Holzinger - Ausführung: Hans Reinhardt - unter Denkmalschutz |                                        |  |
| 1929      | Volks- und Hauptschule St. Johann                                                                    | St. Johann im Pongau                          | öffentl. Gebäude (Schulhaus)       | Marktgemeinde St. Johann im Pongau                                   | |                                        |  |
| 1929      | Volksschule Mariapfarr                                                                               | Mariapfarr                                    | öffentl. Gebäude (Schulhaus)       | Gemeinde Mariapfarr                                                  | |                                        |  |
| 1929      | Filialkirche Pöham                                                                                   | Bischofshofen Ortsteil Pöham                  | Sakralbau (Kirche)                 | örtl. Baukomitee bestehend aus acht Bauern und einem Gastwirt        | - unter Denkmalschutz | Filialkirche Pöham                     |  |
| 1930      | Heinrich-Haubner-Straße 9                                                                            | Salzburg Maxglan                              | Wohnhaus                           | Baurat Ludwig Seidl                                                  | |                                        |  |
| 1930      | Wohnanlage „Lindenhof“ Scherzhauserfeldstraße / Thomas-Bernhard-Straße / Siebenstädterstraße         | Salzburg Lehen                                | Wohnhaus (Mietshäuser)             | Stadtgemeinde Salzburg                                               | - Ausführung: Franz Bruck, Rupert Kastner - um 2000 generalsaniert, etwas verändertes Äußeres |                                        |  |
| 1930      | Personalwohnhaus, Fusch                                                                              | Fusch an der Großglocknerstraße               | Wohnhaus (Werkswohnungen)          | Salzburger AG für Elektrizitätswirtschaft heute: Salzburg AG         | |                                        |  |
| 1931      | Feuerwehrzeugstätte Gnigl Freyhammerstraße 1                                                         | Salzburg Gnigl                                | öffentl. Gebäude (Feuerwehrhaus)   | Gemeinde Gnigl                                                       | |                                        |  |
| 1931/1932 | Krankenhaus St. Johann                                                                               | St. Johann im Pongau                          | öffentl. Gebäude (Krankenhaus)     | Marktgemeinde St. Johann im Pongau                                   | - Umbau und Erweiterung |                                        |  |
| 1932/1933 | Haus der Wiener Städtischen Versicherung Max-Ott-Platz 3 / Rainerstraße 8 / Markus-Sittiku-Straße 13 | Salzburg Neustadt                             | Wohnhaus (Wohn- und Bürohaus)      | Gemeinde Wien Städtische Versicherungsanstalt, Landesstelle Salzburg | - Ausführung: Stadtbaumeister Gebr. Wagner, Salzburg - keine Heimatschutzarchitektur mehr, Bauwerk der Moderne - nach Beschädigung im Zweiten Weltkrieg etwas verändert restauriert, später im Original wiederhergestellt |                                        |  |
| 1953      | Nußdorferstraße 23                                                                                   | Salzburg Riedenburg                           | Wohnhaus                           | „Wohnheim“ Gemeinn. Bau- und Wohnungs-Genossenschaft, Salzburg       | - Ausbau |                                        |  |

### Nicht realisierte Projekte
Folgende Bauvorhaben kamen aus unterschiedlichen Gründen nicht zur Ausführung (die Jahreszahlen nennen das Jahr, in dem das Projekt vorgestellt wurde):
| Jahr     | Ort                        | Projekt | Grund der Absage                                                 |
| -------- | -------------------------- | --- | ---------------------------------------------------------------- |
| 1907     | Salzburg Linke Altstadt    | Neugestaltung der Festungsgasse nach einem Tunneldurchstich durch den Festungsberg in den Stadtteil Nonntal                            | Es kam zu keinem Tunnelbau.                                      |
| 1911     | Salzburg Neustadt          | Neubau des Pfarrhauses St. Andrä auf dem Mirabellplatz                                                                                 | Der Bau wurde Josef Weßicken zugesprochen.                       |
| 1913     | Tamsweg Ortsteil Sauerfeld | Neubau der Filialkirche Hl. Familie |                                                                  |
| 1925     | Salzburg Rechte Altstadt   | Generalsanierung des Hexenturms, eines Restbestands der ehemaligen Befestigungen der Stadt Salzburg                                    | Der Hexenturm wurde entgegen den Bemühungen Gepperts abgerissen. |
| 1926     | Salzburg Neustadt          | Anbauten an die evangelische Christuskirche                                                                                            |                                                                  |
| 1926     | Salzburg Neustadt          | Bau eines Turmhauses in der Rainerstraße (gegenüber Hotel Pitter)                                                                      |                                                                  |
| 1930     | Salzburg Rechte Altstadt   | Neues Kunstausstellungsgebäude in der Imbergstraße                                                                                     |                                                                  |
| 1931     | Salzburg Linke Altstadt    | Um- und Ausbau des Oberrealschulgebäudes am Ferdinand-Hanusch-Platz                                                                    |                                                                  |
| 1932     | Salzburg Neustadt          | Neugestaltung des Mirabellplatzes |                                                                  |
| 1932     | Salzburg Liefering         | Neubau eines Pavillons auf dem Gelände der damaligen Landes-Heilanstalt für Geistes- und Gemütskranke (heute Christian-Doppler-Klinik) |                                                                  |
| 1933     | Salzburg Neustadt          | Verbauung des Vorplatzes der Pfarrkirche St. Andrä auf dem Mirabellplatz mit einem Vereinshaus und neuem Pfarrhaus                     | Es kam zu keiner Verbauung, das alte Pfarrhaus verblieb.         |
| 1934     | Salzburg Rechte Altstadt   | Neubau des Hauses Dreifaltigkeitsgasse 13                                                                                              |                                                                  |
| 1934     | Salzburg Rechte Altstadt   | Neubau des Bundesgymnasiums in der Paris-Lodron-Straße auf dem Gelände des Loreto-Klosters                                             |                                                                  |
| 1934     | Salzburg Linke Altstadt    | Verbauung des Rudolfskais |                                                                  |
| vor 1935 | Salzburg Neustadt          | Verbauung der Franz-Josef-Straße |                                                                  |
| vor 1935 | Salzburg Lehen             | Bau einer Kirche |                                                                  |